# Ценкальский, Эугениуш
Эугениуш Ценкальский (пол. Eugeniusz Cękalski; 30 декабря 1906 — 31 мая 1952) — известный польский кинорежиссёр, один из основателей и теоретиков зарождавшегося национального польского кинематографа в 30-е годы XX века.

## Биография
Эугениуш Ценкальский (Eugeniusz Cękalski) родился 30 декабря 1906 года в Саратове. После распада Российской империи остался в Польше. В конце 20-х начале 30-х годов активно участвовал в создании национального польского кинематографа. Один из ярких представителей документалистики, постановщик короткометражных лент, Эугениуш был в 1930 году числе основателей польского «Общества любителей художественного кино» (сокращенно названного по первым буквам польского названия — «Старт»).
Постановщик первого польского звукового фильма «Szkoda twoich łez, dziewczyno» (1930).
После распада в 1935 году «Старта», через два года был в инициатором создания «Кооператоров Киноавторов» (пол. Spółdzielnie Autorów Filmowych). За вклад в развитие европейского кино был награждён на МКФ в Венеции в 1937 году, где был представлен его фильм «Три этюда Шопена».
С началом Второй мировой войны Ценкальский обосновался в Великобритании, где по решению эмигрантского польского правительства действовало Кинобюро Министерства информации и документации (пол. Biuro Filmowe Ministerstwa Informacji i Dokumentacji). Здесь он снял несколько документальных фильмов о боевых действиях при обороне Мальты («Мальта», 1942, о польской армии в рядах союзников «Дневник польского лётчика» (1942), «Белый орёл»(1941) и др.
После окончания войны вернулся на родину, где снял полнометражный художественный фильм «Светлые нивы» о жизни польской послевоенной деревни, удостоенной призов международных кинофестивалей Багио и Рио-Де-Жанейро. Но в жанре художественного кино успеха особого у зрителей не имел. В послевоенные годы был деканом (1948—1952 годы) Государственной киношколы в Лодзи.
Умер в 1952 году в столице Чехословакии Праге.

## Избранная фильмография
- 1951 — Феликс Дзержинский (Feliks Dzierzyński), документальный
- 1950 — Две бригады (Dwie brygady) — художественный руководитель постановки, сценарист, режиссёры: Вадим Берестовский; Януш Насфетер; Марек Новаковский и др.
- 1947 — Светлые нивы (Jasne Łany)
- 1946 — Мы выжили (Przeżyliśmy), документальный
- 1942 — Дневник польского лётчика (Dziennik polskiego lotnika), документальный
- 1942 — Мальта (Malta G.C.), документальный
- 1941 — Белый орёл (The White Eagle… aka Biały orzeł), документальный
- 1937 — Три этюда Шопена (Trzy etiudy Chopina), документальный
- 1932 — Репортаж номер 1, совместно c Вандой Якубовской